# Potok Jaworowski
Potok Jaworowski (do 4 maja 1939 Fehlbach) – wieś w Polsce położona w województwie podkarpackim, w powiecie lubaczowskim, w gminie Wielkie Oczy.
Dawna kolonia józefińska założona w 1783 na gruntach wsi Kobylnica Ruska, przez kolonistów niemieckich wyznania rzymskokatolickiego.
W latach 1975–1998 miejscowość administracyjnie należała do województwa przemyskiego.
We wsi ma siedzibę rzymskokatolicka parafia Trójcy Przenajświętszej. Murowany kościół parafialny został zbudowany w latach 1910–1913. Wewnątrz znajduje się ołtarz z 1912 roku.